# Lovisa Söderberg
Lovisa Söderberg, född 27 april 1988, är en legitimerad svensk arbetsterapeut. Hon blev hösten 2011 programledare för SVT:s barnprogramblock Bolibompa (som sedan 2019 inte längre använder sig av en övergripande programledare). Söderberg fick 2011 STIL-priset. Hon verkar även som kurskoordinator.